# ريتشارد سالتر ستورز
ريتشارد سالتر ستورز (بالإنجليزية: Richard Salter Storrs)‏ (21 أغسطس 1821- 7 يونيو 1900) مؤرخ وعالم لاهوت أمريكي

## سيرة شخصية
ولد ستورز في برينتري، ماساتشوستس. كان يحمل نفس اسم جده (1763-1819)، الذي كان يشغل القس في لونجميدو خلال الفترة 1785 إلى 1819، واسم والده (1787-1873) الذي كان قس برينتري، خلال الفترة من 1811 إلى 1873 (باستثناء السنوات 1831- 1836)، وكلاهما من الوزراء البارزين في تجمع الأبرشانيون الذين كانوا من نسل ريتشارد ماثر. تخرج ستورز في أمهيرست عام 1839، ودرس القانون في بوسطن تحت إشراف روفوس تشوت، وتخرج من مدرسة أندوفراللاهوتية عام 1845، وكان راعيًا لكنيسة هارفارد لتجمع الأبرشانيون في بروكلين، ماساتشوستس خلال الفترة 1845-1846، وأيضا راعيا لـ كنيسة بلايموث في بروكلين منذ العام 1846 حتى وقت قبل وفاته بوقت قصير. كان ستورز محافظًا في علم اللاهوت، ومؤرخا ذا مكانة كبيرة، وخلال الفترة من 1848 إلى 1861 كان محررًا مشاركًا في نيويورك اندبندنت وهي التي ساعد في تأسيسها أيضا، أما خلال الفترة من 1887 إلى 1897 فقد كان رئيسًا لمجلس المفوضين الأمريكي للبعثات الخارجية، وكان بارزًا في جمعية لونغ آيلاند التاريخية.
تولى منصب رئيس الجمعية التاريخية الأمريكية عام 1896.

## أهم أعماله المنشورة
- جون ويكليف والكتاب المقدس الإنجليزي الأول (1880)
- التعرف على ما هو فوق الطبيعي في الحروف وفي الحياة (1881)
- برنارد من كليرفو (1892)
- حقائق مؤسسة البعثات الأمريكية (1897).